# Johan Efraim Lundgren
Johan Efraim Lundgren, född 1815, död 2 december 1900 i Osby, var en svensk köpman och brukspatron.
Han hade arbetat som bokhållare till brukspatron Per Jansson, brukspatron på Borggårds bruk och godsägare på Torps säteri i Husby-Oppunda. Johan Efraim Lundgren köpte 1848 tillsammans med sin svåger Lars Peter Widestrand i Örebro den då ganska nyöppnade zinkgruvan i Åmmeberg av Per Jansson. Han sålde sedan gruvan 1857 till belgiska Vieille  Montagne och köpte därefter samma år Kaggeholms slott på Helgö i Mälaren i Ekerö kommun. Under hans tid restaurerades huvudbyggnaden. Efter fem år gick han i konkurs.
Han grundade Ousby Kimröks Fabriks AB i Osby, där han dog 1900.
Han hade tre döttrar: Lydia, Selma och Fanny (Röhl).